# Codex Claromontanus

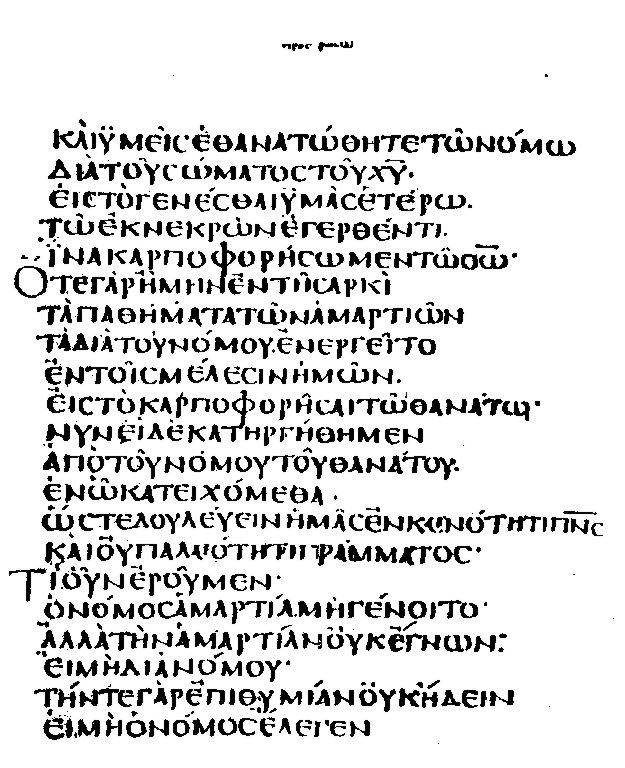
Codex Claromontanus

Le Codex Claromontanus (Gregory-Aland no. Dp 06) (dénommé ainsi par Théodore de Bèze qui l'acheta dans un monastère à Clermont-en-Beauvaisis dans l'Oise) est un manuscrit du VIe siècle, bilingue (grec et latin), contenant les épîtres de Paul. On y trouve également un catalogue stichométrique de l'Ancien et du Nouveau Testament.

## Description
Le codex est le principal représentant du texte occidental des épîtres de Paul. Il se compose de 533 folios (24,5 x 19,5 cm). Il est conservé à la Bibliothèque nationale de France (grec 107, sur Gallica) à Paris.
Le texte du codex représente, avec le Codex Augiensis (F.010) et le Codex Boernerianus (G.012), le type occidental des épîtres de Paul. Il utilise fréquemment des Nomina sacra. La principale caractéristique de ce corpus est l'absence d'Hébreux, qui figure en annexe, après la table stichométrique, dans le Claromontanus et manque en grec dans les deux autres. L'ordre des 13 épîtres est : Romains, 1-2 Corinthiens, Galates, Éphésiens, Colossiens, Philippiens, 1-2 Thessaloniciens, 1-2 Timothée, Tite, Philémon ; c'est-à-dire que les lettres forment autour d'Éphésiens une nouvelle proportion du simple au double (voir Codex de Bèze), qui joue un rôle particulier dans le Texte occidental.
Kurt Aland le classe en Catégorie II.

## Auteur et datation
Les experts sont unanimes pour dater ce manuscrit du VIe siècle.

## Contenu

### Le corps du manuscrit
C'est surtout le texte grec qui représente un grand intérêt pour les chercheurs. Il est caractérisé par de fréquentes interpolations et, dans une moindre mesure, des remaniements interprétatifs. Malgré ses particularités (et sans doute en partie à cause de cela) on l’utilise comme une sorte de médiateur entre les autres codex du même type (ex : Alexandrinus, Vaticanus, Sinaïticus ou Ephraemi Rescriptus).

### Versus scribturarum sanctarum
C'est l'intitulé du fameux catalogue stichométrique cité plus haut. Il serait la reproduction d'une liste de livres saints datant du IIIe siècle.
Ce sont les six ouvrages repris à la fin de la liste qui en font son originalité :
- l'Épître de Barnabé
- l'Apocalypse de Jean
- les Actes des Apôtres
- le Pasteur d'Hermas
- les Actes de Paul
- l'Apocalypse de Pierre

Inclure des apocryphes tels que les Actes de Paul, l'Apocalypse de Pierre ou le Pasteur d'Hermas démontre que ces œuvres jouissaient d'un prestige certain à l'époque et en son lieu de production.